# 集団左遷
『集団左遷』（しゅうだんさせん）は、江波戸哲夫が1993年に発表した小説。また、これを原作とする1994年に東映が製作した映画。

## 映画
柴田恭兵主演、梶間俊一監督により1994年10月29日に公開。東映東京撮影所制作、東映配給。

### 概要
大手企業でサラリーマン生活の経験を持つ江波戸哲夫が1993年に世界文化社で発表した小説の映画化。1989年のバブル景気から1994年のカンフル景気までの期間で大手不動産会社を舞台に、1991年から1993年までの平成不況（バブル崩壊）の影響をきっかけに社員のリストラを強引に進めようとする会社側とこれに抵抗する中年サラリーマンたちとの熾烈なサバイバルを描く。1994年7月クランクイン、この年日本でも大ヒットした『シンドラーのリスト』にあやかり当初はキャッチコピーを『リストラのリスト』としていた。

### あらすじ
バブル期に拡大しすぎた事業と人員の合理化を迫られている大手の太陽不動産。強引かつ非情なやり口の副社長・横山輝生（津川雅彦）は、自分に逆らう硬骨漢・篠田洋（中村敦夫）を新設の首都圏特販部の本部長に据え、リストラの候補者となったダメ社員50人をそこへ押し込み、実現不可能な目標値を示して全員解雇を目論む。しかし第三営業部長・滝川晃司（柴田恭兵）を中心に社員は結束。追い詰められた男たちは、必死に業績を上げて副社長に対抗する。

### キャスト
- 滝川晃司 - 柴田恭兵
- 篠田洋 - 中村敦夫
- 横山輝生 - 津川雅彦
- 今村春子 - 高島礼子
- 花沢浩平 - 小坂一也
- 柳町敏夫 - 河原崎建三
- 南野晴彦 - 湯江健幸
- 赤倉志郎 - 河原さぶ
- 久保昭彦 - 丹波義隆
- 菊川伊佐美 - 神山繁
- 上岡研一 - 亀石征一郎
- 織田雅之 - 浜田晃
- 若松一博 - 北村総一朗
- 高杉文世 - 江波杏子
- 原俊子 - 萬田久子
- 藤尾三郎 - 伊東四朗（特別出演）
- 柳町良子 - 佳那晃子
- 岡部栄一 - 下絛アトム
- 本田博太郎、松村邦洋、水島新太郎、長谷川哲夫、佐藤仁哉、青山知可子
- 増田由紀夫、趙方豪、梅津栄、石山雄大、堀田真三、平野稔、飯島大介、相馬剛三、一柳みる、きくち英一、大塚良重、望月太郎、キモサベポン太、成清加奈子、泉福之助、町田政則、江口尚希、種子、吉田淳、俊藤光利、森みつえ、羽柴誠、濱近高徳、伊藤幸純、岩岡真裕 ほか

### スタッフ
- 原作 - 江波戸哲夫
- 脚本 - 野沢尚
- 監督 - 梶間俊一
- 宣伝アドバイザー - 舛添要一
- 音楽 - 小玉和文
- 撮影 - 鈴木達夫
- 美術 - 桑名忠之
- 照明 - 山口利雄
- 録音 - 林鑛一
- 編集 - 西東清明
- スクリプター - 勝原繁子
- 助監督 - 香月秀之、金佑彦、宮村敏正、山内健嗣
- 進行主任 - 菊池淳夫
- 音楽プロデューサー - 石川光
- 宣伝担当 - 遠藤茂行、小出真佐樹、稲本千春、又木たみえ
- 特殊効果 - 大平特殊効果（坂本佐幸）
- プロデューサー - 佐藤和之、野村敏哉
- 企画 - 坂上順

### 製作
1990年代に入り東映は、アニメーション映画のヒットは続けるものの、劇映画のヒット作が出ず。1994年も同様で、この年東映関係で一番マスメディアに取り上げられたのは、三十年の歴史を刻み、日本映画の一時代を画したヤクザ映画が1994年5月14日公開の『首領を殺った男』の興行不振を持って基本的に製作を中止したニュースだった。それに代わる新路線開拓としてサラリーマンを映画館に呼び込む"サラリーマン路線"を看板にしようと企業のリストラをテーマに本作の製作を決めた。東映は「舞台を企業に移し、ヤクザ映画にも通じる男たちのプライドと存在をかけた戦いのドラマにする。企業映画をヤクザ映画に代わる柱に育てたい」と意気込んだ。東映はこれに似た試みを1989年の『社葬』、1990年の『遺産相続』で試みたことがあったが、それらは無かったことにして盛んに新路線をアピールした。

#### 製作発表
1994年8月17日に製作発表があり、主要キャストと梶間俊一監督、宣伝プロデューサー・舛添要一らが出席。梶間は東映東京撮影所で、伊藤俊也らと共に労組の闘士として知られた人で、1993年まで東映専属のサラリーマン監督であった。梶間は「私も企業内失業者という問題に無関心ではいられない。この映画は厳しい現実の中で戦っているサラリーマン諸氏へのエール。男と男の戦いという心意気です。ヤクザが出てこない活劇になっていると思います」などと述べた。舛添は「サラリーマンの実像を描くこの作品は、4600万人といわれる日本のサラリーマンに必ず支持されると確信している。この予想は政治の予想より簡単」と述べた。

#### キャスティング
サラリーマン役は初めての柴田恭兵は「ワイルドな面を内に秘めた男を演じるので、やり過ぎてヤクザにならないようにしなくては。普通なら悪役の津川さんが失脚するところですが、そんな単純な映画でありません。劇場を出てネクタイを締め直すような気持になってくれれば...」 などと話した。
リストラ対象になった社員をまとめ、戦う集団にする部長を演じる中村敦夫は、本格的映画出演は10年ぶり。「最近のテレビドラマや映画は絵空事になってリアリティーがない。面白くないし出る気もしなかった。『集団左遷』はタイトルを聞いただけでインパクトのある作品だと思ったし、東映が今までにない冒険をやろうと勝負を賭けると言うことで、そういう火花が散る職場からは何かが生まれそうだと思って出演を決めた」「映画は『南十字星』以来ですから、もう10年以上出ていません。『帰ってきた木枯し紋次郎』はハイビジョンだったから勘定に入れていません。なぜ映画に出なかったかというと、この10年間は激動の時代でフィクションを超えていた。そっちを追いかけた方が面白かったからです。『集団左遷』のリストラ問題は映画に関係なく経済問題としてジャーナリストの目で見ていました。リストラはこれからどんどん進めますよ。理由は産業空洞化で労働者が職を失うこと、高度情報化つまりコンピューター社会でサラリーマンの三分の一がいらなくなること、行政改革で組織の統廃合が進むことなどが挙げられます」「国を代表する宗教は日本にないが、サラリーマンが企業の論理を信じるのがこれに近い。企業を心のより所としている彼らが、景気が悪くなって初めてロボットから個人に戻る。そのドラマチックな変化が作品のテーマです」などと話した。中村は、俳優座を造反脱退したり、キャスターを務めていた『中村敦夫の地球発22時』（毎日放送製作・TBS系列）で、放送時間変更を批判して降板したこともある気骨の人で、1980年代前半のアイドル映画全盛時代に、当時の映画誌のインタビューで、「映画というものは、日本ではもう潰れたもんだと思ってるからね(笑)。映画は今や破綻産業だよ。あまり真剣に考えたこともないよ。それに今は子供相手にやってるワケでしょ。薬師丸ひろ子とか、漫画とか、お子様産業なのよ。今の日本の大人は映画を見に行く状況にないんだな。社会生活のあり方をみても、おとっつあんは家に帰ってこないしさ。アメリカの映画が今もって盛んなのは、大人が映画人口を支えているからだよ。見てくれる人がいれば、儲かる。儲かれば才能が集まる。そうすれば水準も上がるという相乗効果ですよ。才能ある人間は儲からんことはやらんからね。今、映画なんてやってるのは時代遅れの人間ばっかりでしょうが。何かもう気の毒な位、遅れちゃってるんだよね」などと言いたい放題話したこともある。

#### 脚本
1994年1月末、佐藤和之東映プロデューサーより、野沢尚に脚本の発注があった。佐藤と野沢は『さらば愛しのやくざ』『赤と黒の熱情』の二本で一緒に仕事をし、野沢は「東映の映画作りの楽しさを教えてもらった」と感謝があったことから快諾した。『赤と黒の熱情』の興行的失敗で東映で仕事が出来なくなって二年。佐藤から「やくざ映画の撤退で、次の鉱脈をサラリーマンの競争物語に求めている。左遷されたサラリーマンたちの復讐の物語」とプロットを聞き、「今、東映がやらなければならない映画だ」と感心し、原作を受け取った。スケジュールは1994年夏に撮影し、年末の最終番組を予定していると聞かされた。当時野沢はフジテレビの連続ドラマ『この愛に生きて』が入っていて、それが落ち着く6月まで執筆を待ってほしいと伝えた。また「東映の勝負作なら『社葬』を成功させた松田寛夫さんじゃないですか?」と佐藤プロデューサーと聞いたら、やはり坂上順プロデューサーらが反対し、野沢に決まるまで、社内で揉めたと聞かされ、佐藤がそれを押し切ったと想像した。原作を読んで1994年2月3日に正式に脚本を受けた。それからホン作りの前に坂上、佐藤と若手の野村敏哉プロデューサーと野沢を合わせた5人でチームを作り脚本が練られた。連ドラの最終回を上げて、野沢は同年5月30日から脚本に取りかかり、6月10日に最終稿を渡した。
ここから約1ヵ月坂上プロデューサーと揉めた。本作は東映内部でも議論白熱する素材。リストラの波に喘ぐ企業。それはすなわち当時の東映の姿であり、もっと言えば、日本映画界そのもの。誰もが意見を言いたくてしょうがない。自身の社内的立場を映画に反映させて欲しいと誰もが願った。東映の起死回生作であり、東映のトップや営業・宣伝サイド、多くの意見を抱え、坂上は誰にも文句を言わせない脚本を提示しなければならないという大きな重圧を抱えていた。当時の坂上は組合運動の責任者でもあり、映画の登場人物に対する思い入れも激しいものがあった。東映は岡田茂会長からOKが取れれば、他の者の意見は全て押さえ込むことが出来る水戸黄門の印籠ではあったが、それが容易でないことを坂上はよく知るためそのストレスも大きかった。
延々と続いた坂上と野沢の話し合いの争点は、主に人間のリアリズムとエンディングの二点だった。坂上は「野沢さんは就職したこともないし、サラリーマン世界を身を以て実感していない。私達は組織の中で様々な軋轢を体験している」と言い張り、切る切らないで揉めた。坂上から助監督が書いたという大幅に手直しされたコピーを渡される屈辱にも遭う。岡田会長は台本は悪くないと言っているという話も聞いた。ところが更に津川雅彦が「この仇役のキャラクターでは出たくない」と言って来た。津川なくして企画は成立しないと考える東映は、津川の納得するホンに書き換えろと指示した。1994年7月17日、疲れ切った野沢は坂上に最終原稿を渡し、暫定的にOKを出した。このとき、坂上から 「撮影台本という形で、現場サイドでホンを直させてもらう」と言われ、「好きにして下さい」と半ば投げた。実際は「このホンで作られる映画に脚本クレジットされるのはたまらない。結果的に騙されたというほど、それ以外もズタズタになるほど手が入れられた。東映カラーはえてして細かい人物計算をしない。極めて大雑把に捉え、荒っぽい作りで観客を乗せようとする。映画界にほとほと嫌気がさした」と、東映批判を自身が連載の持っていた『シナリオ』で行った。この連載は東映からの圧力で終了されたといわれる。同じ年の松竹『RAMPO』も最初は黛りんたろう監督と野沢が組み、企画を通し、脚本もかなり進んだ後、企画から降りた。この時点では脚本クレジットは黛との連名を承諾していたが、脚本直しに松竹の社員ライター・榎祐平が入って来て、さらに奥山和由もホンを書いてないのに名前を入れて来たため、奥山と揉めて脚本クレジットから名前を外してもらったと話している。皮肉なことに『集団左遷』『RAMPO』の両方がこの年の日本アカデミー賞脚本賞にノミネートされた（最優秀は古田求・深作欣二『忠臣蔵外伝 四谷怪談』）。

### 評価

#### 興行成績
配収1.6億円。大惨敗に終わり、路線化は中止され、東映はまた混迷の中に入った。社運を賭けた大作がテレビドラマを映画化した『NIGHT HEAD』（東宝配給）と配収がほぼ同額で東映のショックは大きかった。これを受け、「テレビ局は映画会社の従来の映画づくりや企画力の古さをバカにしていて、映画会社がテレビ局と組もうとしても断られる、若者に受けるようなアンテナの張り方をしているテレビ局の頭脳と映画人の企画力方向が開きすぎているのではないか」などという論調が出た。1994年の邦画興行はどこも一年間振るわず、秋の邦画興行も本作も含め、東宝『四十七人の刺客』、松竹『忠臣蔵外伝 四谷怪談』と、派手な宣伝合戦を展開し、多くのメディアで露出も多かったが、全て興行は惨敗した。このため秋の興行は1994年の日本映画の現象を象徴していると評された。しかし三作品とも作品は評価され、多くの映画賞を受賞している。

#### 作品の評価
当時のリストラの嵐が吹き荒れる中で、サラリーマンがどう生きるかという題材を取り上げていたため、それなりの数字を出すのではと映画関係者も期待したが、それが興行に結び付かなかった。しかしバブル崩壊直後に製作された虐げられた企業戦士の逆襲、過酷な状況での逆転劇を題材としている点で先駆的評価もある。

#### 受賞歴
- 第18回日本アカデミー賞優秀主演男優賞（柴田恭兵）、優秀助演男優賞（津川雅彦）、優秀脚本賞（野沢尚）、優秀録音賞（林鑛一）[30]
- 第49回毎日映画コンクール男優助演賞(中村敦夫)
- 第37回ブルーリボン賞男優助演賞(中村敦夫)
- 第7回日刊スポーツ映画大賞・石原裕次郎賞男優助演賞(津川雅彦)、『忠臣蔵外伝 四谷怪談』と合わせ。

### ネット配信
- 東映シアターオンライン（YouTube）：2024年4月26日21:00 - 5月10日20:59（JST）